# Таксіл
Таксіл ( грецькою Tαξίλης або Ταξίλας; жив у 4 столітті до н.е.) — ім’я грецьких хроністів для правителя, який правив урочищем між річками Інд і річками Джелум (Гідасп) у регіоні Пенджаб за часів експедицій Александра Македонського. Його справжнє ім'я було Амбхі  (грец. Omphis ), і греки, здається, називали його Таксілес або Таксілас за назвою його столиці Таксіла, яка є поблизу сучасного міста Атток, Пакистан.

## Життя
Амбхі зійшов на престол Такшасіли. Він відправив до Александра посольство разом із подарунками, що складалися з 200 талантів срібла, 3000 товстих волів і 10 000 овець або більше (обоє оцінюються приблизно в 600 талантів срібла), 30 слонів і 700 вершників і запропонував здатися.  Здається, він був у ворожих стосунках зі своїм сусідом Пором, який володів територіями на схід від Гідаспу. Ймовірно, щоб зміцнитися проти цього ворога, він відправив посольство до Александра, коли той ще був у Согдіані, з пропозиціями допомоги та підтримки, можливо, в обмін на гроші. Александр був збентежений виглядом військ Амбхі під час його першого спуску в Індію в 327 р. до н.е. і наказав сформувати свої власні сили.  Амбхі поспішив позбавити Олександра від арештів і зустрів його з цінними подарунками, надавши себе та всі свої сили в його розпорядження.  Александр не тільки повернув Амбхі його титул і подарунки, але й подарував йому шафу з «перськими шатами, золотими та срібними прикрасами, 30 конями та 1000 талантами в золоті».    Олександр підбадьорився розділити свої сили, і Амбхі допоміг Гефестіону та Пердикці у будівництві мосту через Інд, де він згинається біля Хунда (Фокс 1973), забезпечив їхні війська провізією та прийняв самого Олександра і всю його армію у його столиці Таксілі з усіма демонстраціями дружби та найліберальнішої гостинності.

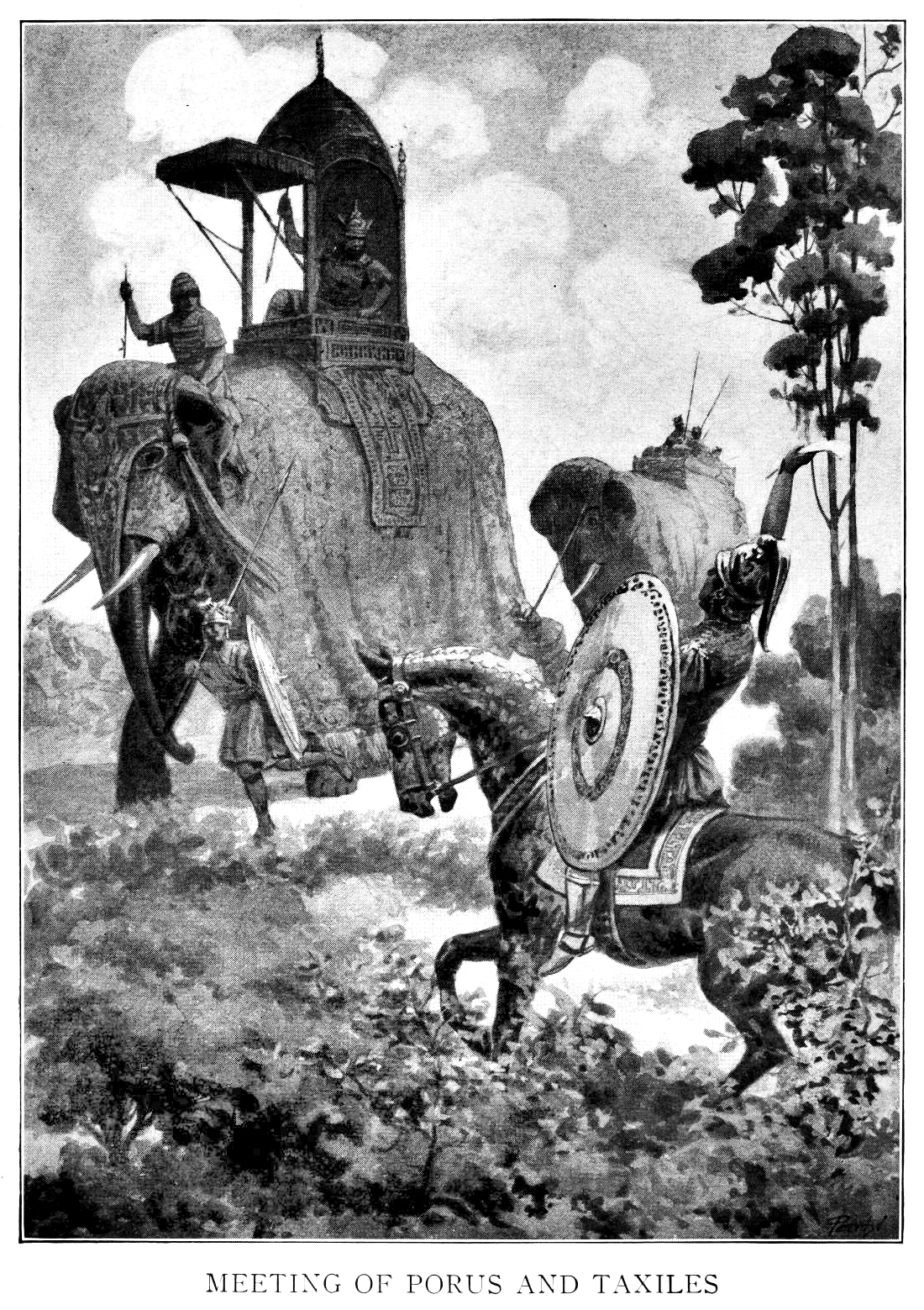
Зустріч короля Пора і короля Амбхі, уява художника 20 століття.

Під час наступного походу македонського правителя, Таксіл супроводжував його військом з 5000 осіб і взяв участь у битві при Гідаспі.
Пізніше Євдем ненадовго заволодів Таксилою, після чого Чандрагупта Маур'я підкорив сатрапів Олександра на субконтиненті до 317 р. до н.е.